# Ashita no Hikari
Singles de AAA
Game Over?
(2015) Flavor of kiss
(2015)
Ashita no Hikari est le 46e single du groupe AAA sorti sous le label Avex Trax le 27 mai 2015 au Japon. À l'occasion de leur dixième anniversaire, un single est sorti chaque mois, celui-ci est le cinquième d'une série de sept. Il arrive 4e à l'Oricon. Il se vend à 42 581 exemplaires la première semaine et reste classé 11 semaines pour un total de 56 122 exemplaires vendus en tout durant cette période.
Ashita no Hikari a été utilisée comme 2e opening de l'anime World Trigger. Elle se trouve sur l'album AAA 10th Anniversary Best.

## Liste des titres
| 1. | Ashita no Hikari (アシタノヒカリ)                |  |
| 2. | Ashita no Hikari (Instrumental) (アシタノヒカリ) |  |